# Nandaime
Nandaime – miasto w Nikaragui; 21 900 mieszkańców (2006). Przemysł spożywczy, włókienniczy.